# André Regaud
André Regaud (n. 13 februarie 1868, Lyon, Rhône⁠(d), Franța – d. 12 ianuarie 1945, Paris, Île-de-France, Franța) a fost un trăgător de tir ce a reprezentat Franța, medaliat olimpic. A participat la 2 ediții ale Jocurilor Olimpice (1908, 1912) în care a câștigat o medalie de bronz.